# 里夏德·瓦尔特·达雷
里夏德·瓦尔特·达雷（德語：Richard Walther Darré；1895年7月14日—1953年9月5日）是纳粹党以及党卫队的高級官員、納粹德國血与土思想的主要理論家，曾任納粹德國食品和农业部长。
1945年4月，里夏德·瓦尔特·达雷被美国逮捕。里夏德·瓦尔特·达雷最終被判七年有期徒刑。不過最終他在1950年被释放。1953年9月5日，他因肝癌去世。他的墳墓位於戈斯拉尔。